# Bodil Kjer
Bodil Kjer (Odense, 2 september 1917–1 februari 2003, Kopenhagen) is een actrice uit Denemarken. Haar eerste acteerlessen kreeg ze bij het lokale theater in haar geboorteplaats Odense, en van 1936 tot 1938 volgde ze de toneelopleiding van het Royal Theatre in Kopenhagen. Kjer speelde in dertig films, en is internationaal het meest bekend van haar rol in Babettes gæstebud uit 1987.
In december 1951 werd Kjer onderscheiden met de Ingenio et arti.

## Trivia
De Deense Bodil filmprijs is naar Kjer vernoemd.
- Bibsys: 1005755
- Biblioteca Nacional de España: XX1658780
- Bibliothèque nationale de France: cb14193855z (data)
- Gemeinsame Normdatei: 121478513
- International Standard Name Identifier: 0000 0001 0946 8302
- KulturNav: 2da225da-b0f7-4b00-b7c0-7011c5c0da49
- Library of Congress Control Number: n98067217
- MusicBrainz: 37cc669c-1b2c-4869-8aa9-8ec4b7a9fb37
- Nationale Bibliotheek van Israël: 987007449939905171
- Nederlandse Thesaurus van Auteursnamen: 192756354
- Système universitaire de documentation: 051838877
- Virtual International Authority File: 221560
- WorldCat: E39PBJqkbqRtvgJp8WfqHt9JjC